# Burcht Payrsberg
De Burcht Payrsberg (Duits: Burg Payrsberg, Italiaans: Castel Bavaro) is een middeleeuwse burcht gelegen in het Zuid-Tiroolse Nals (Italië), nabij Bozen.

## Geschiedenis
Burcht Payrsberg werd rond 1200 gebouwd door de Heren van Payr (die vanaf dat moment hun naam veranderde in Payrsberg). Payrsberg bestaat dan enkel uit een donjon. In 1244 kwam de burcht in handen van de Heren van Boymont, die eigenaar bleven tot 1791. Jakob von Boymont-Payrsberg vergroot het kasteel in de 16e eeuw.
In 1600 werd de burcht getroffen door een grote brand, waardoor de oudste gedeelten ernstig beschadigd werden. Deze delen werden daarna nooit meer gerenoveerd, waardoor een groot deel van Payrsberg vandaag de dag nog steeds een ruïne is. De woontoren en de delen die in de 16e eeuw werden bijgebouwd bleven bij de brand behouden. Deze doen tegenwoordig dienst als woning en boerderij van de familie Malpaga.